# 尼日尔河三角洲解放运动
尼日爾河三角洲解放运动（英語：Movement for the Emancipation of the Niger Delta，MEND）是尼日利亚尼日爾河三角洲地区最大的武装组织之一。
该组织的目標是减少尼日爾河三角洲地区的石油生产。該組織認為尼日利亞政府和企業利用石油生產來剥削和压迫尼日爾河三角洲人民，助長了貧富差距，人民並未從石油生產中獲得財富，並且石油生產還會對自然环境造成破坏。該組織成員以伊爵人為主。尼日爾河三角洲解放运动成員會绑架石油工人索要赎金，武装袭击石油生产现场，破坏石油管道，殺死尼日利亚警察，以及将生產出來的石油出售给黑市。該組織還會扣押生產出來的石油，目的是要求尼日利亞联邦政府对石油工业造成的污染进行赔偿。該組織的一名领导人在接受英国广播公司採訪時表示，該組織正在争取完全控制尼日爾河三角洲的石油财富。

## 背景
自尼日利亚宣布脱离英国殖民统治的大约五十年里，尼日利亚持續不斷地在生产石油。在此期间，石油生產企業公司与历届尼日利亞獨裁政府關係友好。尼日利亚政府通過立法控制了該國的石油资源，并引入雪佛龍和荷兰皇家壳牌等跨國石油公司開採本國的石油資源。
尼日爾河三角洲由于受到石油工业产生的未经處理的廢氣廢水的污染，從而出現了前所未有的自然环境恶化。许多人因此無法在當地捕魚或耕种，因此當地人認為尼日利亞政府和外國企業為了石油生產侵占了尼日爾河三角洲人民的利益。此外生活在尼日爾河三角洲的人民发现當地的石油生產並未給他們帶來多少收入。
人权观察执行主任肯尼思·罗斯談到这种情况時表示：
石油公司不能假装他们不知道尼日爾河三角洲所发生的事情。尼日利亚政府显然對制止侵犯人权行为責無旁貸。此外石油公司從尼日利亚政府壓制異議的行動中受益，这意味着他们也有责任阻止任何侵犯人权的行为。
在20世紀末21世紀初，當地湧現了各种政治运动和活动家，目的是停止政府和石油公司对尼日爾河三角洲人民的不公正待遇。这些活動通常都是非暴力。卡山偉華是這其中最著名的活动家。另一位活動家Saro-Wiwa是一位诗人，后来成为激进主义者，他于1995年被尼日利亚政府处决，许多人认为所謂的激進行為指控根本不存在，是尼日利亞政府故意栽贓Saro-Wiwa，目的是为了讓反對人士不再發聲。顯然當地人意識到非暴力的請願活動無法改變現狀以及打動尼日利亞政府，於是當地人逐步用暴力手段攻擊當地的石油開採和尼日利亞政府。尼日爾河三角洲地区的武装分子得到了该地区大约2000万人民的支持，尽管这个石油资源丰富的地区給尼日利亞政府和石油公司创造了巨大财富，但他们中的大多数人仍然生活在贫困之中。

## 武裝鬥爭
在此背景下，2005年11月，尼日爾河三角洲伊贾社区联合会（FNDIC）、尼日爾河三角洲人民志愿军（NDPVF） 的代表以及来自克兰斯曼兄弟会（KK） 等组织的代表举行了一系列会议，宣布聯合組建尼日爾河三角洲解放运动。各方还达成了一项协议，宣布要對石油设施發動襲擊。

2006年1月，尼日爾河三角洲解放运动給石油生產企業發送了一封电子邮件中，內容是——
“必须明确的是，尼日利亚政府无法保护貴公司的工人和资产。貴公司應立即离开我们的土地，否则後果自負......我们的目标是彻底讓尼日利亚政府無法出口石油。”
此外，尼日爾河三角洲解放运动还呼吁当时的尼日利亞总统奥卢塞贡·奥巴桑乔释放两名被监禁的伊爵人领导人--当时因叛国罪被监禁的马贾希德·多古博·阿萨里和因腐败而被定罪的巴耶尔萨州前州长迪耶雷·阿拉米斯伊。奥巴桑乔的继任者奥马鲁·亚拉杜瓦于2007年批准释放了马贾希德·多古博·阿萨里和迪耶雷·阿拉米斯伊。
继博科圣地於2010年代在尼日利亚策劃了一系列爆炸事件以及多次针对基督徒發動袭击之后，尼日爾河三角洲解放运动威胁要炸毁清真寺并暗杀穆斯林神职人员。尼日爾河三角洲解放运动发言人Jomo Gbomo表示，一场运动将于2013年5月31日开始，“為阻止尼日利亚的基督教遭到毁灭，我們將轟炸对清真寺、朝觐营地、伊斯兰机构、伊斯兰活动中的大型群眾以及对暗殺传播仇恨的伊斯蘭教神职人员。我們將這場行動稱為又一次的十字军东征。”不過此時基督教组织以及歐卡出面干预和阻止尼日爾河三角洲解放运动針對穆斯林的襲擊，它們還呼吁博科圣地停止攻击基督徒和教堂。 在宗教团体和歐卡等知名人士的呼吁下，尼日爾河三角洲解放运动宣布暂停該計畫。